# Borgerkrigen i Yemen (2015-nu)
|  | Denne artikel beskriver en aktuel begivenhed Informationerne kan blive ændret hurtigt, som begivenheden skrider frem. |

Borgerkrigen i Yemen er en igangværende konflikt der startede i marts 2015 i Yemen mellem to fraktioner, som begge påstår de har retten til at danne regering. Ved siden af er deres støtter og allierede. Sydlige separatister og tropper, der er loyale over for Hadis regering kæmper mod Houthiernes tropper samt mod de tropper der støtter den tidligere præsident Saleh. Lokale afdelinger af Al-Qaeda og Islamisk Stat har også udført angreb i Yemen, med AQAP-kontrollerede områder i baglandet, og langs strækninger ved kysten.

## Baggrund
Houthierne eller Anṣār Allāh er en shiitisk Zaidi oprørsgruppe, der - angiveligt med støtte fra Iran - overtog kontrollen med dele af Yemen igennem blandt andet en række optøjer i 2014 og 2015, hvilket Saudi-Arabien og andre lande fordømte som et forfatningsstridigt statskup. Optøjerne havde bund i den yemenitiske revolution i 2011, der udsprang af det arabiske forår. Den 25. marts 2015 valgte den internationalt anerkendte præsident Abd Rabbuh Mansur Hadi at forlade landet via Aden i det sydlige Yemen, som han kort inden havde erklæret som midlertidig hovedstad. Grunden, til at Hadi angiveligt forlod havnebyen, var at oprørsstyrker nærmede sig byen.
Under Anṣār Allāhs sydlige offensiv begyndte Saudi-Arabien en militær oprustning på grænsen til Yemen. Som svar pralede kommandant Houthi med, at hans tropper ville hævne enhver Saudi-Arabisk aggression og ikke stoppe, før de havde taget Riyadh, Saudi-Arabiens hovedstad.
Yemens udenrigsminister, Riad Yassin, anmodede om militær bistand til landet fra Den Arabiske Liga den 25. marts. Dette skete samtidigt med, at nyheden, om at Hadi var flygtet ud af landet, kom frem.
Den 26. marts 2015 rapporterede den saudiarabiske tv-station Al-Ekhbariya TV, at Hadi var ankommet til Al-Riyadh lufthaven og var blevet budt velkommen af Saudi-Arabiens forsvarsminister Mohammad bin Salman Al Saud.